# Cocos chorando
Cocos chorando (em espanhol, cocos gimientes) é um óleo sobre tela de Frida Kahlo. A data de criação é 1951. Está localizada no Museu de Arte do condado de Los Angeles.
O quadro é uma das poucas naturezas-mortas realizadas por Kahlo, um gênero pelo qual se interessou especialmente na virada dos anos 1940 para os 1950, um período em que sua condição física se degradou. Nota-se, na representação, características humanas nas frutas, o que justifica a ideia de que os cocos efetivamente sofrem, chorem.
A projeção de um sentimento humano, a dor no caso, nos objetos não humanos, as frutas, é acentuada pela frase que atravessa a obra: "Pinto com todo o carinho. Frida Kahlo".